# Eubazus patei
Eubazus patei är en stekelart som först beskrevs av Martin 1956.  Eubazus patei ingår i släktet Eubazus och familjen bracksteklar. Inga underarter finns listade i Catalogue of Life.